# Indianola Records
Indianola Records est un label indépendant américain, basé à Valdosta, en Géorgie. Il est fondé en 1999 par John Giddens et Matt Shelton, et se concentre principalement sur le punk hardcore et le heavy metal.

## Histoire
Indianola Records est fondé en 1999, avec la sortie de Reflections on Tomorrow de Life Before. Le label acquiert rapidement une reconnaissance mondiale en 2001 avec la sortie de Losing All Hope Is Freedom d'Evergreen Terrace Indianola est dirigé par ses deux propriétaires actifs, John Giddens et Matt Shelton.
Avec la sortie de Losing All Hope Is Freedom et des albums Evergreen Terrace vs. xOne Fifthx d'Evergreen Terrace, ainsi que des disques de A Jealousy Issue, Sleeping by the Riverside et This Runs Through, Indianola Records conclut un accord de distribution exclusive avec Lumberjack Distribution. A Tragedy in Progress d'Across Five Aprils est la première sortie exclusive du label.
Cette période voit la sortie de groupes tels que A Day to Remember, Across Five Aprils, Casey Jones, Glory of This, Life in Your Way, Odd Project et bien d'autres. Michael Gibbs et Bo Barber quittent le label pendant cette période pour poursuivre d'autres objectifs de carrière, Jeff Davis décède, A Breath Between Battles de Sleeping by the Riverside lui est dédié.
Fin 2007, John Giddens conclut un accord de distribution avec Koch Distribution. Koch est ensuite vendu et rebaptisé E1 Entertainment One. Indianola est ensuite distribué par E1.

## Groupes et artistes
Indianola Records a signé des groupes et artistes comme : Words Like Daggers (2011), Apparitions (2012), Honour Crest (2012), Wealth In Water (2012), Provoke, Destroy (2014) et When Cities Sleep.